# Рикалін Микола Миколайович
Рикалін Микола Миколайович (* 14 (27) вересня 1903, Одеса — † 21 травня 1985, Москва) — вчений радянських часів в галузі зварювання та металургії, 1953 — член-кореспондент АН СРСР, 1968 — академік. 1959 — член Сербської академії наук і мистецтв. 1979 — лауреат Державної премії СРСР. Нагороджений орденом Жовтневої Революції, двома орденами Трудового Червоного Прапора, «Знак Пошани», також медалями. Віце-президент Міжнародного інституту зварювання, голова Національного комітету СРСР по зварюванню.

## Життєпис
По материнській лінії — серб. 1929 року закінчив Далекосхідний інститут, там же працював.
У 1936—1939 роках працював в Московському вищому технічному училищі ім. Н. Е. Баумана.
В 1939—1953 роках працював старшим науковим співробітником у Інституту машинознавства та в секції по науковій розробці проблем електрозварювання і електротермії АН СРСР.
З 1953 року керував лабораторією інституту металургії ім О. О. Байкова АН СРСР.
Його наукові праці стосуються:
- теплофізичних основ обробки металів,
- зварювання металів і плазмових процесів в металургії й технології неорганічних матеріалів.

Надруковано його монографії:
- 1947 — «Теплові основи зварювання»,
- 1941 — «Розрахунки теплових процесів при зварюванні»,
- 1958 — узагальнююча праця «Теплові процеси при зварюванні, їх теорія та інженерні розрахунки».

Зареєстровано 6 його патентів на винаходи, зокрема «Сплав на основі ніобію» — разом з В. І. Трефіловим.